# Sauron
Sauron (qya. Ohydny) – postać ze stworzonej przez J.R.R. Tolkiena mitologii Śródziemia, władca Mordoru, zły duch, który przybiera różne postaci cielesne. W Silmarillionie jest sługą Morgotha, a we Władcy Pierścieni występuje jako główny antagonista. Zostaje wspomniany również w Hobbicie jako Czarnoksiężnik, choć nie jest wymienione jego imię.

## Życiorys
Został stworzony przez Iluvatara przed początkiem czasu, tak jak wszyscy Ainurowie, i zstąpił na Ardę razem z wieloma spośród nich.
Sauron był pierwotnie jednym z Majarów w służbie Aulego, lecz wcześnie został zdeprawowany przez Melkora. Ten uczynił go swoją prawą ręką. Był w tych czasach zarządcą dwóch ważnych twierdz Melkora: najpierw Angbandu (gdy istniało jeszcze Utumno), znacznie później Tol-in-Gaurhoth. W Pierwszej Erze mógł on zmieniać postać dość dowolnie z dużą szybkością i swobodą, co pokazał podczas walki z Huanem. W Drugiej Erze ukazywał się elfom w pięknej postaci Annatara. Po pojmaniu przez Ar-Pharazôna wyglądem prawdopodobnie przypominał człowieka. W wyniku upadku Númenoru utracił (zapewne po raz pierwszy) powłokę cielesną. Nigdy już później nie mógł przyjąć pięknej postaci, obleczony w formę złowrogiego władcy. W wyniku wojny Ostatniego Sojuszu stracił to ciało. W Trzeciej Erze po utracie Pierścienia potrzebował tysiąca lat na wytworzenie powłoki cielesnej (hröa). Później manifestował swą obecność głównie jako Oko.
W II i III Erze próbował zawładnąć całym Śródziemiem, przy pomocy swoich armii, składających się przede wszystkim z orków i trolli, lecz także służących mu ludzi i przedstawicieli innych ras (prócz elfów i hobbitów). Do jego najpotężniejszych sług należały Nazgûle, zwane także Upiorami Pierścienia. Byli to niegdyś władcy ludzi, którym podarował Dziewięć Pierścieni podlegające Jedynemu. Jego godłem było oko bez powiek na czarnym tle. W połowie Drugiej Ery wykuł Jedyny Pierścień, zwany też Pierścieniem Rządzącym, który kontrolował wszystkie pozostałe Pierścienie Władzy. Historia zniszczenia tego klejnotu stanowi główny motyw powieści Władca Pierścieni.
Po zniszczeniu Pierścienia ukazał się jeszcze raz: wydało im się, że widzą jak na tle bladego obłoku wznosi się ogromny kształt, ciemny, nieprzenikniony, uwieńczony koroną błyskawic – wtedy po raz ostatni widziano go w Śródziemiu.
Sauron znany był przede wszystkim ze swoich umiejętności manipulowania oraz mistrzostwa w torturach – stąd wziął się przydomek Okrutny. Sauron, na początku służby u Melkora tylko w tym był od niego lepszy, że nie służył samemu sobie, jednak po upadku Morgotha i wyrzuceniu spętanego poza granice Ei, Sauron pozostawiony sam sobie podążył tą samą zgubną ścieżką prowadzącą ku pustce.

## Oko Saurona

Wyobrażenie Oka Saurona na fladze Mordoru

Było to godło używane przez Saurona w okresie Trzeciej Ery. Przedstawiało ono czerwone, otoczone płomieniami oko bez powiek z kocią źrenicą na czarnym tle. Oko symbolizowało Saurona (który w Trzeciej Erze pojawił się pod tą postacią), obserwującego Śródziemie ze swojej Czarnej Wieży, natomiast czarne tło było nawiązaniem do barwy sztandaru Morgotha, który był cały czarny, bez żadnych znaków.
Mianem Oka, Wielkiego Oka, Oka bez powiek, Oka Barad-dûr, Czerwonego Oka czy Oka Mordoru nazywano także samego Saurona.
Obraz dysku pyłowego wokół gwiazdy Fomalhaut nazwano nieformalnie „kosmicznym Okiem Saurona”.

## Ekranizacja Petera Jacksona
W trylogii filmowej Władca Pierścieni (reżyseria Petera Jacksona) jego postać odgrywał Sala Baker, zaś głosu postaci użyczał Alan Howard. W początkowych scenach Sauron ubrany jest w czarną zbroję i walczy buzdyganem. W późniejszych scenach pojawia się jako wielkie oko na szczycie Barad-dûr. W jednej z usuniętych scen Powrotu króla miało dojść do pojedynku Saurona z Aragornem, jednak ostatecznie Saurona zastąpił troll, który jest pokazany tylko przez kilka sekund. Sceny tej nie ma w wersji reżyserskiej filmu, ale w dodatkach jest omówione, jak miałaby wyglądać.
W trylogii filmowej Hobbit zostaje odkryty przez Radagasta. W następnej części uśmierca Thráina i więzi Gandalfa. Jednak w ostatniej części zostaje wypędzony przez Galadrielę.

## Imiona i postacie Saurona
W notatkach Tolkiena znaleziono kilka informacji o imionach Saurona. Przed przejściem na służbę do Melkora nazywał się Mairon (qya. Godny Podziwu, ang. Admirable). Tego imienia używał aż do Upadku Númenóru, kazał też nazywać się Tar-Maironem (qya. Królem Doskonałym, ang. King Excellent). Kiedy zbiegł przed sądem Valarów, przybrał imię Annatara, Pana Darów, by móc łatwiej kontaktować się z elfami. Używał oprócz tego imienia Aulendil (qya. oddany Aulemu, ang. Devotee of Aulë) oraz Artano (qya. Wielki Kowal, ang. Great Forger). Znana jest archaiczna forma imienia Sauron – Thauron – lecz nie wiadomo, czy była faktycznie używana.
Był nazywany Sauronem Wielkim, Władcą Ciemności, Czarnym Władcą, Zdrajcą, Nieprzyjacielem i Władcą Pierścieni, a także Gorthaurem Okrutnym. Boromir na Radzie u Elronda określił go jako „Tego, którego imienia nie wymawiamy”. Obywatele Gondoru, ze względu na strach, jaki przed nim odczuwali, używali w stosunku do niego określeń „Bezimienny”, lub po prostu „On”.